# Jang Geun-suk
Dans ce nom coréen, le nom de famille, Jang, précède le nom personnel.
Pour les articles homonymes, voir Jang.
Jang Geun-suk (né le 4 août 1987, coréen : 장근석) est un acteur, chanteur, danseur et mannequin sud-coréen.

## Biographie

### 1992 - 2004: Des débuts précoces[1]
Fils unique, Jang Geun-suk grandit dans une famille pauvre. Sa mère est plongeuse dans un restaurant et son père est chauffeur de taxi. Sa carrière débute précocement. Alors que ses parents sont en plein déménagement et que les potentiels acheteurs affluent à leur domicile, l'un d'eux remarque Jang Geun-suk. L'homme s'avère être agent et voit le potentiel du petit garçon. Sur ses conseils, à l'âge de cinq ans, il débute ainsi dans le mannequinat.
Il commence sa carrière d'acteur en 1997 dans la sitcom Selling Happiness. Enfant star, il enchaîne dans plusieurs dramas, notamment à destination du jeune public. Dans les années 2000, il anime sa propre émission, Jang Geun-Suk's Young Street, sur SBS.
En 2003, il réalise son rêve d'étudier à l'étranger et se rend en Nouvelle-Zélande pour apprendre l'anglais et le japonais. Il revendique très tôt une forte attraction pour les voyages et les autres cultures. Alors qu'il poursuit ses études à Nelson, il est contacté pour jouer dans Nonstop 4 et doit donc rentrer en Corée du Sud.

### 2005 - 2008: Le passage de l'enfant star à l'acteur adulescent
En 2005, Jang Geun-Suk incarne Yoon Gun-hee, le fils du président, dans un drama très populaire de SBS : Lovers in Prague. Ce second rôle lui permet de se faire remarquer en tant que jeune adulte. 
Courant 2006, Jang fait ses débuts sur grand écran dans le film d'horreur japonais One Missed Call: Final où il campe un garçon sourd. Les stars nippones Maki Horikita et Meisa Kuroki sont présentes à la distribution.
Il interprète la même année le premier amour de la célèbre gisaeng Hwang Jini (jouée par Ha Ji-won) dans le drame historique Hwang Jini. 
En 2007, Jang est choisi pour jouer dans un film centré sur le rock, The Happy Life, réalisé par Lee Joon-ik. Il co-anime également l'émission de musique live hebdomadaire Inkigayo, du 25 février au 7 octobre 2007. 
2008 le voit poursuivre sur sa lancée dans deux projets centrés sur la musique : le film Do Re Mi Fa So La Ti Do et le drama Beethoven Virus dans lequel il joue un trompettiste face à Kim Myung-min. La même année, il rejoint la nouvelle production historique des Sœurs Hong, Hong Gil-dong, où il interprète un jeune prince en lutte pour le trône de Joseon. Par la suite, il tient le haut de l'affiche dans le long-métrage comique Baby and I.

### 2009 - 2013: Une célébrité internationale
2009 marque un tournant décisif dans sa carrière. Jang Geun-suk retrouve les Sœurs Hong pour leur dernière création, le drama You're Beautiful (2009), centré sur l'univers de la k-pop. Le casting comprend également Jung Yong-hwa, Lee Hong-ki et Park Shin-hye. Malgré des audiences timides, You're Beautiful développe une forte notoriété en ligne et acquit un statut culte,. Le drama comprenant des scènes de concert données par le groupe fictif A.N.JELL, le quatuor principal donne une unique représentation où 25 000 fans sont présents. La série est diffusée dans divers pays d'Asie, parmi lesquels le Japon, où elle bat des records d'audience sur Fuji Television et surpasse toute concurrence dans cette tranche horaire. L'album de la bande originale s'écoule à 20 000 exemplaires dès la première semaine de sa sortie ; fin 2011, on estime que 57 000 exemplaires ont été vendus en Corée du Sud.
Cette même année il démontre la diversité de son jeu en incarnant un personnage ambigu et violent dans The Case of Itaewon Homicide. Le long-métrage, inspiré d'un authentique fait divers, relate l'affaire d'un jeune américain d'origine coréenne accusé d'avoir poignardé à mort un autre étudiant. Le rôle est exclusivement en anglais et sa performance reçoit des éloges.
La célébrité de Jang Geun-suk est renforcée l'année suivante par sa participation à Mary Stayed Out All Night, une série télévisée romantique. Il tient le rôle principal aux côtés de Moon Geun-young et Kim Jae-wook.

Il poursuit dans le même registre en rejoignant la distribution du film You're My Pet, adaptation du manga culte Kimi wa Pet de Yayoi Ogawa, où il partage l'affiche avec Kim Ha-neul. Le long-métrage sort en 2011.

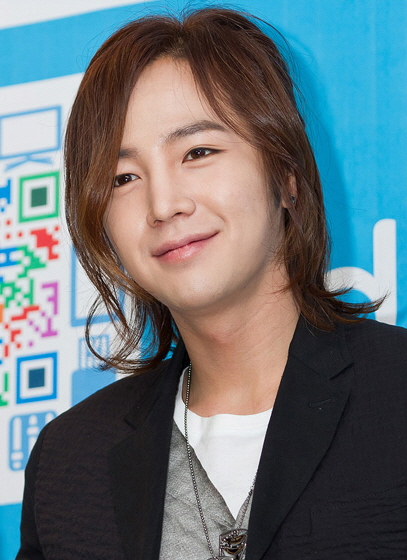
Jang Geun-suk en 2011.

2011 lance également sa carrière musicale. Le premier single de Jang Geun-suk, Let Me Cry, paraît au Japon le 27 avril. Il se hisse directement à la première place des ventes de singles dans le classement établi par Oricon. La semaine de sa sortie, Let Me Cry se vend à 119 149 exemplaires sur le territoire nippon. Jang Geun-suk est ainsi le premier artiste étranger dont le tout premier single débute en tête du classement. Il remporte le prix du Meilleur nouvel artiste lors de la 26e cérémonie des Japan Gold Disc Awards.
En septembre 2011, il s'associe à Big Brother pour créer le duo Team H. Le tandem sort son premier album, un EP baptisé The Lounge H Vol.1, disponible en Chine continentale, à Taïwan, à Hong Kong et dans toute l'Asie du Sud-Est. L'album est certifié disque de platine. Team H décroche les prix de la Meilleure vente d'album et du Meilleur album coréen aux IFPI Hong Kong Record Sales Awards 2012.
En mars 2012, Team H sort un second EP, Lounge H (The First Impression), exclusivement destiné au Japon. L'album contient dix morceaux mêlant rock et électronique.
Deux mois plus tard, Jang Geun-suk sort son premier album japonais intitulé Just Crazy. L'album domine le classement quotidien des singles établi par Oricon avec 53 000 exemplaires vendus et caracole à nouveau en tête du classement hebdomadaire des singles avec 88 009 exemplaires vendus,. Jang devient ainsi le premier artiste masculin, de surcroît étranger, à atteindre la tête du classement hebdomadaire d'Oricon avec un premier album. Par la suite, il entame la promotion avec une deuxième tournée en Asie.
Passionné par la gastronomie, il sort également son premier ouvrage culinaire, Jang Keun Suk Love Recipe.
Courant 2012 est diffusé le mélodrame Love Rain, il s'y illustre aux côtés de Im Yoon-ah. Cette fresque romantique suit deux couples, incarnés par Jang et Im : In-ha et Yoon-hee qui évoluent dans les années 1970 ; Joon et Ha-na qui sont de jeunes adultes en 2012. Le drama suscite beaucoup d'intérêt à l'étranger et est vendu au Japon pour 10 millions de dollars - à l'époque, Love Rain est ainsi le second drama le plus cher jamais vendu par KBS, en partie en raison de la popularité de son acteur phare.
En février 2013, Team H sort son troisième album intitulé I Just Wanna Have Fun pour les marchés japonais et chinois. Le duo s'est lancé dans une série de concerts à travers le Japon, la Chine, la Thaïlande, Taïwan et l'Amérique.
En mai 2013, Jang Geun-suk fait paraître son deuxième album japonais, Nature Boy. Ce dernier comporte 11 titres, dont les singles promotionnels Nature Boy et Indian Summer ainsi qu'un titre de sa composition, Love Letter. L'album débute au sommet de l'Oricon Daily Chart en s'écoulant à 43 000 exemplaires. De 2013 à 2014, Jang entame une tournée dans différentes villes nippone pour un total de 14 concerts. 
Cette période conforte son surnom de Prince de l'Asie : il devient la première star Hallyu à figurer sur un timbre japonais et dépasse les 10 millions d'abonnés sur le réseau social chinois Weibo. 
Parallèlement à cette percée, il joue dans une autre romance tirée d'un manhwa, Bel Ami, aux côtés de IU. Les retours s'avèrent mitigés et les audiences sont décevantes.

### 2015 - 2020: Traversée du désert, musique et maturité
Entre 2014 et 2015, Jang Geun-suk est visé par plusieurs accusations d'évasion fiscales. Quoique démentis dans leur intégralité, ces scandales nuisent gravement à son image publique. Profondément touché et se sentant en rupture avec son pays, il décide de suspendre ses activités en Corée du Sud pour se focaliser sur des projets à l'étranger.

Il consacre ainsi ces deux années à la musique, essentiellement sur la scène nippone. En 2014, il retrouve son ami Big Brother et leur projet commun Team H. Le tandem sort son troisième album intitulé Driving to the Highway et se lance dans la tournée Raining on the dance floor au Japon ; il se rend dans quatre villes différentes pour un total de 8 concerts.

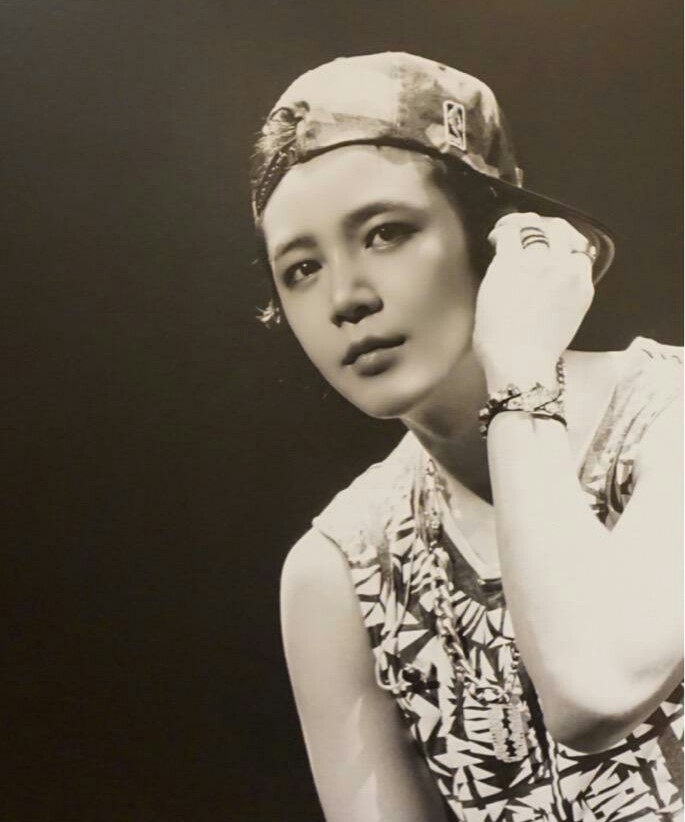
Jang Geun-suk en 2015.

Début 2015, Jang Geun-suk sort son troisième album solo, Monochrome. Cet album se classe troisième au classement quotidien et hebdomadaire des albums Oricon.  A la suite, il lance la tournée Jang Geun-suk The Cri Show 3 qui le mène à Osaka, Niigata, Fukuoka, Okayama, Shizuoka, Hokkaidō, Kobe et Tokyo pour un total de 16 concerts.
En septembre 2015, il retourne brièvement en Corée du Sud pour le concert Jang Geun-suk Live in Seoul, au stade de Changchun. Il s'agit là de sa première représentation en solo dans son pays natal depuis trois ans.
Durant cette période, il fait ses premiers pas en tant que réalisateur avec le court métrage Camp, en collaboration avec le metteur en scène Yoon Hong-seung. Tourné sur l'île de Jeju, Camp s'attarde sur les animaux sauvages croisés lorsqu'il arpentait la montagne et son rapport à la figure paternelle, entre fiction et réalité. Il se classe en tête du classement cinéma hebdomadaire établi par Oricon.
En 2016, il sort un nouveau single japonais intitulé Darling, Darling. Il lance ensuite la tournée It's Show Time et se produit à Séoul, au Japon et en Chine. Il dévoile deux autres singles, Endless Summer et Dakishimetai la même année. 
Toujours en 2016, il retourne à la télévision avec The Royal Gambler où il incarne un jeune rebelle opposé au roi. Les audiences sont modestes mais le jeu de Jang Geun-suk est salué, les médias spécialisés notant une évolution dans sa carrière et sa volonté de briser son image de prince charmant,.
Sur la même époque, il est nommé ambassadeur pour l'exposition d'art Van Gogh Inside : Festival of Music and Light.
En parallèle, il réalise le court métrage The Great Legacy, un thriller familial centré sur un homme obsédé par le livret d'épargne laissé par son père. Le film est projeté au Festival international du film fantastique de Puchon.
En 2017, il tourne sous la direction du sulfureux Kim Ki-duk dans Human, Space, Time and Human : le long-métrage confirme le virage amorcé par l'acteur, désormais orienté vers les films d'auteur et les thématiques plus sombres. Le film se compose d'un casting coréano-japonais et comprend notamment Mina Fujii, Joe Odagiri ou Ahn Sung-ki. Le long-métrage est présenté dans la section Panorama de la Berlinale 2018 ainsi qu'au BIFFF la même année où il reçoit des critiques élogieuses. Toutefois, les accusations pour violences physiques et sexuelles émises envers Kim Ki-duk ternissent l'image du film et compromettent sa sortie en salle.
Il contrebalance ce nouvel échec avec la parution de son quatrième album, Voyage. L'album prend la deuxième place des classements quotidiens et hebdomadaires d'Oricon ; il se vend à plus de 21 000 exemplaires le jour de sa sortie.
Juste après le tournage de Switch : Change the World, dans lequel il tient le double-rôle principal (celui d'un escroc et d'un procureur), il part effectuer son service militaire. Sa conscription obligatoire s'étend du 16 juillet 2018 au 15 juillet 2020.

### 2021 -: Vers un retour?
En 2021, Jang Geun-suk effectue son retour dans l'industrie du divertissement avec deux singles intitulés Star et Emotion. Quelques mois plus tard sort son nouvel album japonais, Blooming, lequel contient Star et Emotion ainsi que la chanson titre Running Through Time. L'album débute à la 7e place des classements d'Oricon. 
Il retourne au petit écran en 2023 avec Decoy, un thriller en deux parties diffusé sur Apple TV+. Avant de débuter le tournage, il reprend des cours de théâtre de son propre chef. Ce drama policier, sombre et dramatique, reçoit de bons retours ;  il est diffusé dans plus de 180 pays.
Le 14 février 2024 sort son nouvel album, Day Dream, promu par le single Beautiful. Il est classé dans le Top 10 établi par Oricon.

## Vie privée

### Amitiés célèbres
Depuis la fin du tournage de You're Beautiful, il est resté ami avec Jung Yong-hwa, Lee Hong-ki et Park Shin-hye.
Il est très proche de Jung Kurt, plus connu sous le pseudonyme Big Brother, avec lequel il a fondé Triple H. 

### Maladie
Lors de son service militaire obligatoire, Jang Geun-suk est diagnostiqué comme souffrant de trouble bipolaire. 

### Philanthropie
Jang Geun-suk soutient régulièrement des causes caritatives. 
Courant 2011, il verse 10,1 millions de yens aux victimes du séisme de la côte Pacifique du Tōhoku via la Croix-Rouge japonaise. 
En 2012, il fait don de 1,2 milliard de wons à son ancienne école. 
Fin 2013, par l'intermédiaire de l'UNICEF, il donne 100 millions de wons en soutien aux victimes du typhon Haiyan qui a dévasté les Philippines. 
Début 2023, via le Comité coréen de l'UNICEF, il fait don de 100 millions de wons pour aider les victimes turcs et syriennes touchées par les séismes.  
Au printemps 2025, il offre 100 millions de wons par l'intermédiaire de la Hope Bridge National Disaster Relief Association pour préserver les forêts d'Ulsan, de Gyeongbuk et de Gyeongnam, ravagées par les incendies. 

## Filmographie

### Télévision
| Année(s)    | Titre                                                                         | Rôle                            | Chaîne     | Notes                                                                       |
| ----------- | ----------------------------------------------------------------------------- | ------------------------------- | ---------- | --------------------------------------------------------------------------- |
| 1997        | Selling Happiness (행복도 팝니다)                                             | ?                               | HBS        |                                                                             |
| 1998        | Hug (포옹)                                                                    | Won Joo                         | SBS        |                                                                             |
| 2000        | School3 (학교3)                                                               | Le petit frère de Kang Won Seok |            |                                                                             |
| 2001        | Ladies Of The Palace / Women's World (여인천하)                               | Jeong Ryeom jeune               | SBS        |                                                                             |
| 2001        | Four Sisters' Story (네 자매 이야기)                                          | Yeong Hoon                      | MBC        |                                                                             |
| 2002        | Orange (오렌지)                                                               | Lui-même                        |            |                                                                             |
| 2002        | The Great Ambition (대망)                                                     | Park Shi-yeong jeune            | SBS        |                                                                             |
| 2003        | Nonstop 4 (논스톱4)                                                           | Lui-même                        | MBC        |                                                                             |
| 2005        | Lovers in Prague (프라하의 연인)                                              | Yoon Gun-hee                    | SBS        |                                                                             |
| 2006        | Alien Teacher / Alien Sam (에일리언샘)                                        | Bong Saem (Luxurious)           | Tooniverse |                                                                             |
| 2006        | Hwang Jin-i (황진이)                                                          | Kim Eun Ho                      | KBS2       | Apparition dans l'épisode 2                                                 |
| 2008        | Hong Gil Dong (쾌도홍길동)                                                    | Lee Chang Hwi                   | KBS2       | Deux récompenses Premier rôle majeur                                        |
| 2008        | Beethoven Virus (베토벤 바이러스)                                             | Kang Geon Woo                   | MBC        | Une récompense                                                              |
| 2009        | You're Beautiful (미남이시네요)                                               | Hwang Tae Kyung                 | SBS        | Deux récompenses Premier rôle principal                                     |
| 2010        | Mary Stayed Out All Night / Marry Me, Mary! (매리는 외박중)                   | Kang Mu-Kyul                    | KBS2       | Deux récompenses                                                            |
| 2011        | Ikemen desu ne (美男ですね)                                                   | Geun-suk                        | TBS        | Version japonaise de You're Beautiful Caméo dans l'épisode 8, à 10 min 35 s |
| 2012        | The Center of the New Hallyu, I Am Jang Keun Suk (신한류의 중심, 나는 장근석) | Lui-même                        | KBS2       |                                                                             |
| 2012        | Sekai no Purinsu e! Chan Gunsoku ~ 24 sai no Sugao~                           | Lui-même                        | Fuji TV    | Documentaire japonais                                                       |
| 2012        | Love Rain (사랑비)                                                            | Seo In Ha & Seo Joon            | KBS2       |                                                                             |
| 2013 - 2014 | Bel Ami (예쁜남자)                                                            | Dokgo Ma-te                     | KBS2       |                                                                             |
| 2016        | The Royal Gambler                                                             | Baek Dae Gil                    | SBS        |                                                                             |
| 2017        | A Korean Odyssey                                                              | Gong Jak, le démon paon         | tvN        | Caméo dans l'épisode 3                                                      |
| 2018        | Switch : Change the World                                                     | Sa Do Chan / Beak Jun Soo       | SBS        |                                                                             |
| 2023        | Decoy                                                                         | Goo Do-han                      | Apple TV   | Web-série                                                                   |

### Films
| Année | Titre                                          | Rôle              | Notes |
| ----- | ---------------------------------------------- | ----------------- | --- |
| 2006  | One Missed Call Final (着信アリFinal)          | An Jinu           | Film japonais |
| 2007  | The Happy Life (즐거운 인생)                   | Park Hyeon-jun    | Une récompense |
| 2008  | Crazy Waiting (기다리다 미쳐)                  | Park Won-Jae      | |
| 2008  | Do Re Mi Fa So La Ti Do (도레미파솔라시도)     | Shin Eun-gyu      | |
| 2008  | Baby and I (아기와 나)                         | Han Joon-Su       | |
| 2009  | The Case of Itaewon Homicide (이태원 살인사건) | Robert J. Pearson | Joue le rôle d'un américano-sud-coréen (film tiré d'une histoire vraie) Une récompense                                              |
| 2011  | You're My Pet (너는팻)                         | In Ho / Momo      | Film tiré du manga japonais Kimi wa petto (きみはペット)                                                                            |
| 2018  | Human, Space, Time and Human                   | Adam              | Film de Kim Ki-duk, présenté au Festival international du film fantastique de Bruxelles et dans la section Panorama de la Berlinale |